# Protestantisme à Sao Tomé-et-Principe
Le protestantisme à Sao Tomé-et-Principe, pays lusophone majoritairement catholique, se décline en diverses dénominations, dont plusieurs se rattachent au christianisme évangélique.

## Histoire
L'occupation de l'archipel par les Portugais au XVe siècle s'accompagne aussitôt de l'implantation de l'Église catholique qui façonne durablement le système administratif et l'éducation de la population.
Cependant, au XIXe siècle, on observe la présence de protestants parmi les serviçais travaillant dans les plantations (roças). La création de véritables missions protestantes date surtout des années 1930.

## Population
La confrontation de plusieurs sources permet de dégager un ordre de grandeur du nombre de protestants à Sao Tomé-et-Principe.
Selon les données de l'archevêché, les catholiques représenteraient 85 % de la population et les protestants 12 %.
Le rapport 2011 du Pew Research Center évalue le nombre de protestants à 20 000 contre 120 000 catholiques, sur une population totale d'environ 200 000 personnes.
Le World Factbook, selon une estimation de 2012, avance les chiffres suivants : 55,7 % de catholiques, 4,1 % d'adventistes, 3,4 % de membres des Assemblées de Dieu, 2,9 % de néo-apostoliques, 2 % d'adeptes de l'Église universelle du royaume de Dieu, 1,2 % de Témoins de Jéhovah.

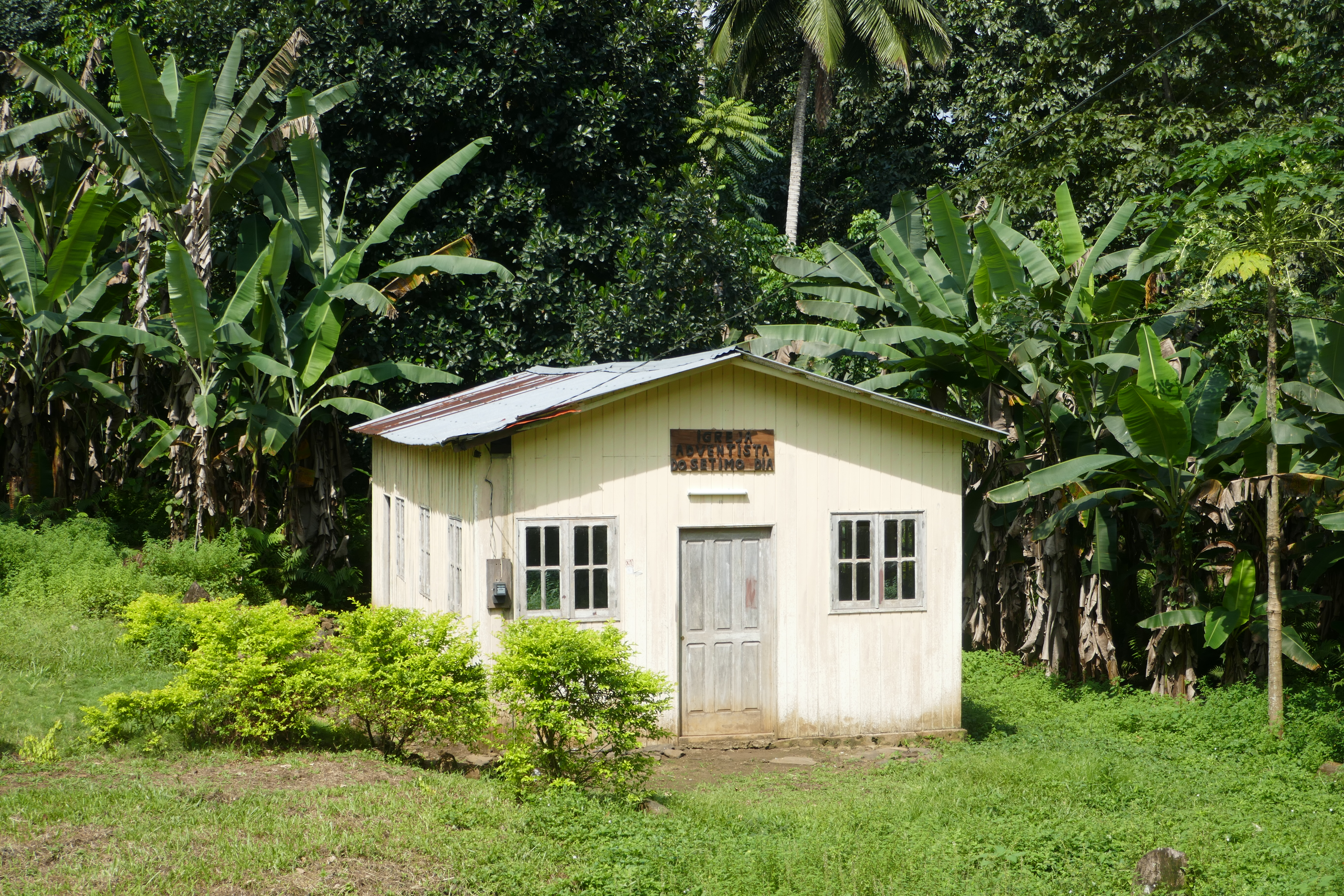
Église adventiste à Porto Alegre.
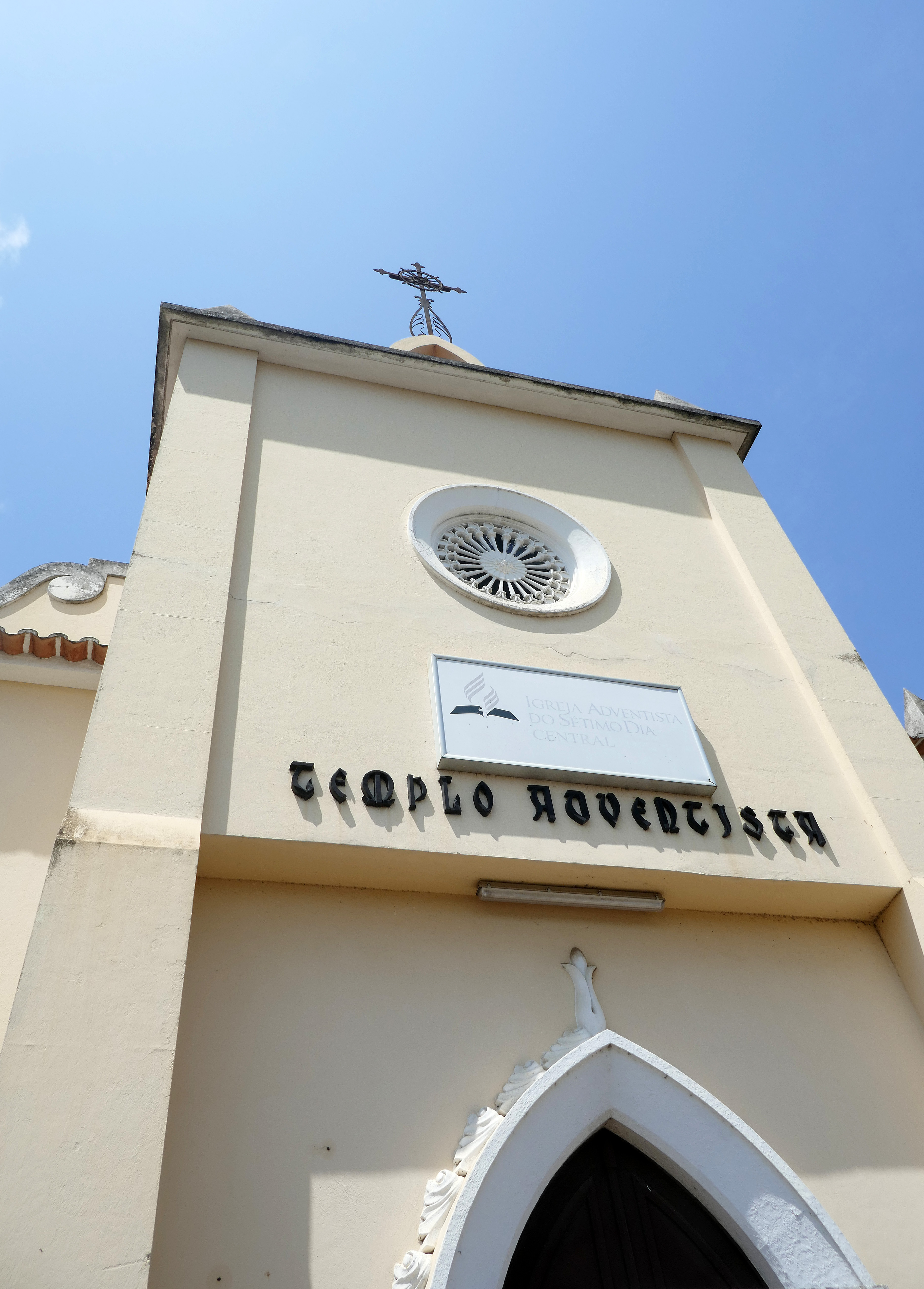
Église adventiste à São Tomé.
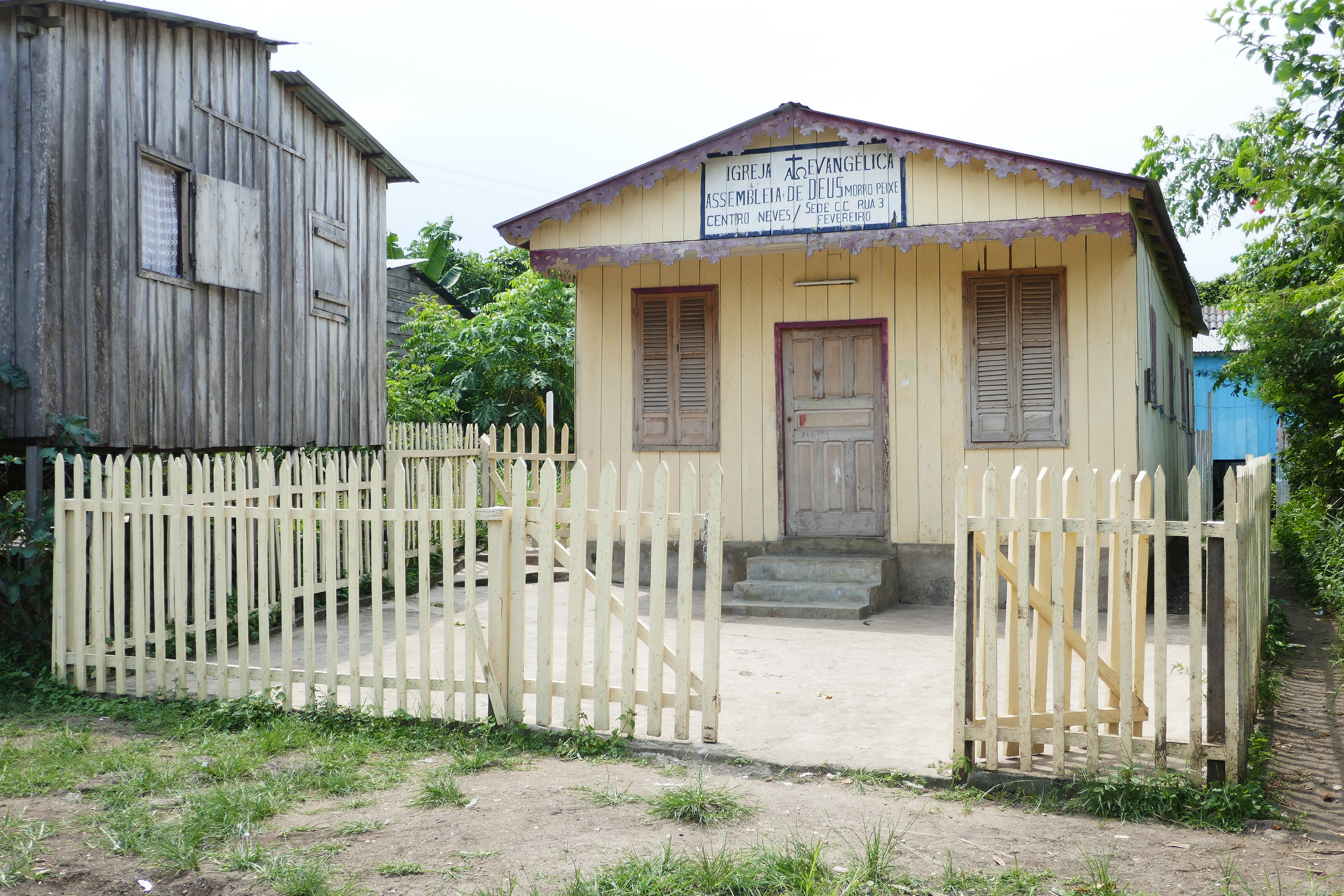
Église évangélique de l'Assemblée de Dieu à Morro Peixe (Neves).
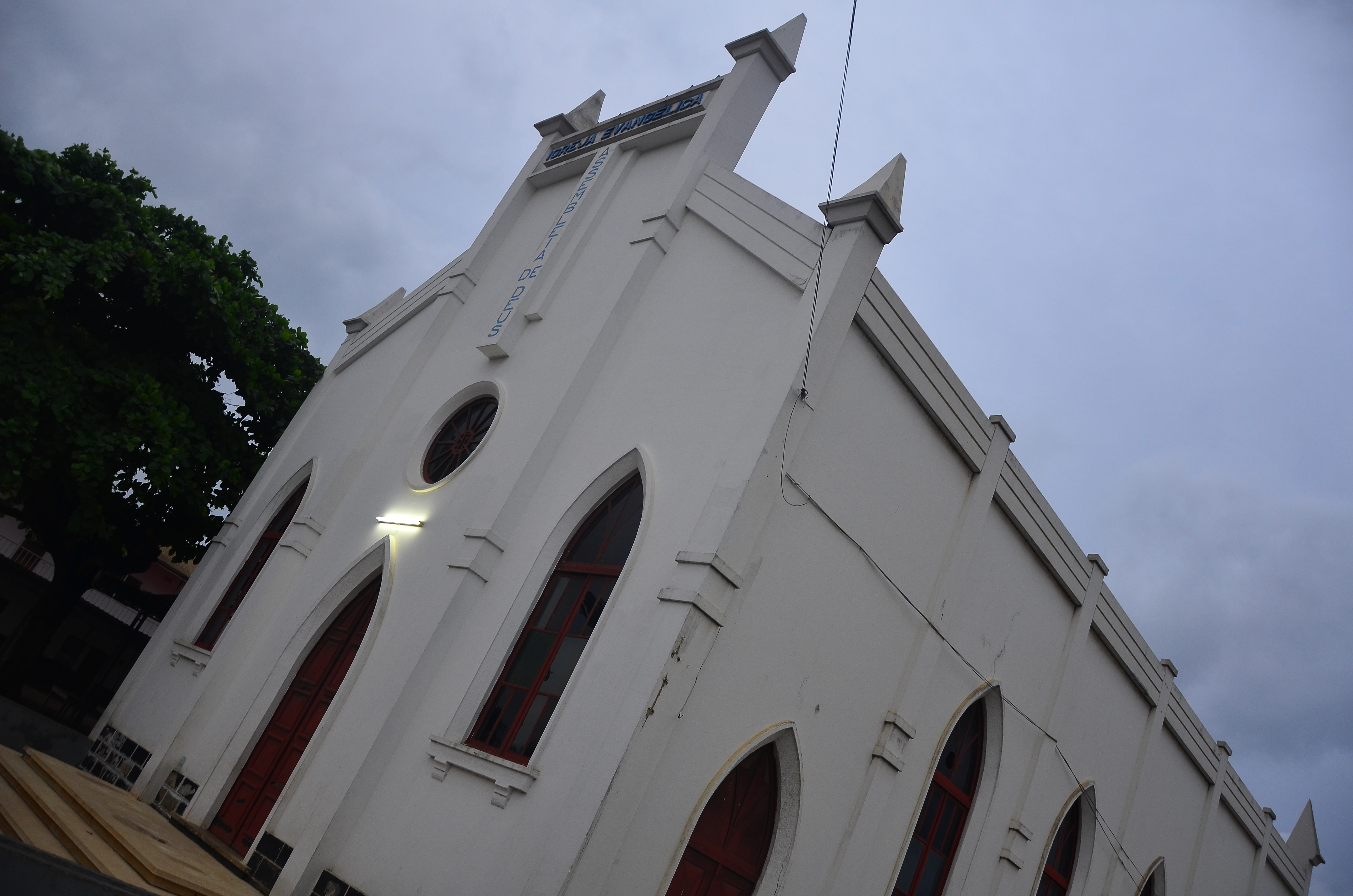
Église évangélique de l'Assemblée de Dieu à São Tomé.